# Movimiento Juvenil Sionista
Tnuat Noar (en hebreo: תנועת נוער) o en español Movimientos Juveniles Sionistas (MJS). Son organizaciones educativas formadas por niños y adolescentes judíos para su desarrollo educativo, social e ideológico, poniendo énfasis en el sionismo y la centralidad del estado de Israel. Son movimientos hechos por jóvenes para jóvenes, de manera que la intervención adulta es mínima, los objetivos ideológicos del movimiento son alcanzados mediante técnicas de educación no formal.
También en general se caracterizan por una estructura voluntaria y autogestiva. Ideológicamente van desde el sionismo socialista hasta el sionismo revisionista y en lo que compete a su postura religiosa van desde el judaísmo humanista hasta la ortodoxia.

## Historia
La mayoría de los Movimientos Juveniles Sionistas fueron creados en Europa oriental a principios del siglo XX, motivados ideológicamente por el deseo de renacimiento nacional del pueblo judío en su patria ancestral. También fueron críticos de la sociedad que les tocó vivir; muchos sintieron deseos de tomar contacto con la tierra y lo rural. Unieron de manera original las ideas de Herzl, Baden-Powell, Dov Ber Borojov, Yosef Trumpeldor, Zeev Jabotinsky o Aaron David Gordon según correspondió a la ideología de cada movimiento.
El Blau-Weiss (Azul y blanco) fue el primer movimiento juvenil sionista establecido en Alemania en 1912. A pesar de su escasa importancia numérica fue muy influyente. Surgió como consecuencia de la discriminación hacia los judíos, por parte de los movimientos scout alemanes. La Blau-Weiss recibió influencia directa del movimiento romántico alemán, en especial de la juventud Wandervogel en la que empezaron militando numerosos judíos, y que a raíz de su giro antisemita debieron abandonar. La Blau-weiss adoptó una plataforma sionista oficial en 1922. El movimiento promocionó una forma de vida agrícola, conduciendo a muchos de sus miembros a establecerse en kibutz (granjas colectivas) en Eretz Israel (la Tierra de Israel), entonces parte del Imperio otomano, llamada Palestina. 

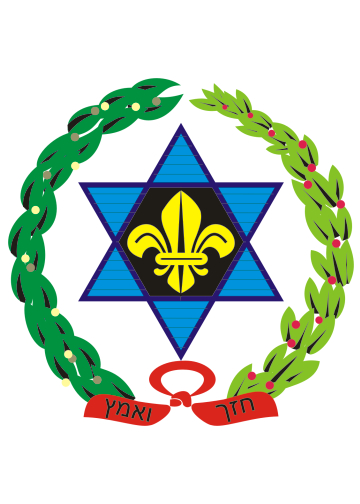
Actual emblema (semel) del movimiento sionista socialista Hashomer Hatzair. Contiene la inscripción en hebreo: "Chazak Ve'ematz", "Sé fuerte y valiente".

El movimiento Hashomer Hatzair surgió en Polonia en 1913 formado por la fusión de un grupo scout judío y un grupo de intelectuales judíos socialistas. Fue el primer movimiento de ideología sionista socialista basado en el ejemplo personal, el scoutismo, y la realización personal a través de la Aliá (ascenso o inmigración) para desarrollarse en una forma de vida colectiva. Mordechai Anielewicz líder del levantamiento del gueto de Varsovia era miembro de este movimiento. El movimiento Hejalutz fue una organización ideada por Yosef Trumpeldor, que aproximadamente hasta 1925 funcionó en Rusia y Polonia (y que luego fue introducida en EUA), que promovía la aliyá a Eretz Israel. Mantenía granjas cooperativas modelo en donde los futuros jalutzim (pioneros) aprendían el trabajo agrario y la forma de vida comunitaria. Con el aumento del nacionalismo y antisemitismo en Europa, los pogromos en Europa Oriental y las revoluciones de Rusia (1905, y las de 1917) se incrementó el sentimiento nacional sionista en la juventud judía y su idealismo. Los movimientos juveniles desempeñaron un papel considerable en la política, la organización de la educación propiamente judía, de la vida comunitaria y el sionismo, particularmente en el período de entreguerras. Durante el Holocausto, fueron el núcleo de resistencia judía dentro y fuera de los guetos. También condujeron el escape, llamado en hebreo Berihah, de Europa a Israel que siguió a la guerra infringiendo el boqueo británico del Mandato Británico de Palestina. 
Luego del exterminio del corazón de la vida judía mundial (la judería europea) muchos de los movimientos de Europa oriental se establecieron como organizaciones mundiales, aunque no con tanto impacto como antes. A partir de la década de 1920, los javerim (compañeros) que se encontraban en Eretz Israel, que en aquella época era el Mandato Británico de Palestina, organizaron sus movimientos allí poniendo un gran énfasis en la autorrealización personal (Hagshamá Atzmit). Allí consolidaron las organizaciones del Yishuv (asentamiento judío en el Mandato de Palestina), cumpliendo importantísimos roles en la creación del movimiento kibutziano, los partidos políticos fundacionales, la estructura educativa, la defensa: (Haganá, Irgún, Leji, Palmaj, Hish), la Aliyá Bet (inmigración clandestina), etcétera. Después de la creación del estado sionista de Israel, muchas de sus anteriores funciones fueron asumidas por el nuevo estado judío. Los movimientos juveniles sionistas estaban prohibidos y fueron perseguidos en la antigua Unión Soviética. En Europa occidental, América Latina, Sudáfrica y Australia los movimientos juveniles sionistas cumplen con un rol destacado dentro de la vida comunitaria judía. En los Estados Unidos, donde existe la diáspora judía más grande, la juventud ha optado por organizarse en diversos grupos sociales y religiosos como los B'nai B'rith ("Los Hijos de la Alianza") cabe mencionar la labor cumplida por los movimientos juveniles de los países árabes, donde los javerim organizaron y participaron en la emigración masiva de los judíos árabes, generalmente en períodos de tensión política que ocasionaban persecuciones, pogromos y agresiones contra los judíos árabes.

## Estructura
Los MJS son organizaciones voluntarias, donde los miembros de mayor edad (dependiendo del movimiento, entre los 17 y los 21 años) constituyen la camada mayor, siendo conocidos como "bogrim" (palabra que podría traducirse como "egresados", aunque también como "maduros"). Los mismos se organizan en diferentes equipos o comisiones de trabajo, para la ejecución de las tareas y eventos generales, así como para la conducción de las actividades semanales.
En la mayoría de los movimientos la totalidad de los miembros de la camada mayor constituye una suerte de asamblea general que se erige como órgano máximo para la toma de decisiones. Las tareas ejecutivas recaen en un grupo más reducido, cuya denominación varía de movimiento en movimiento ("mazkirut" o secretaría en algunos, "hanagá" o liderazgo en otros).
Habitualmente, los dos cargos de mayor importancia en un movimiento juvenil son el de "mazkir" (secretario), también conocido como "rosh" (literalmente "cabeza"), y es acompañado por el "rosh jinuj" o líder educativo. 
Esta estructura se repite a nivel micro, en cada una de las sedes del movimiento, como a nivel nacional, regional y mundial.
Los siguientes son los roles o cargos que habitualmente pueden encontrarse en los MJS:
- Mazkir o Rosh hanagá, literal: Secretario general: es la principal autoridad del movimiento. Sus responsabilidades incluyen la conducción general de la organización, la coordinación las actividades de los equipos y comisiones y la representación del movimiento frente al mundo.
- Rosh Jinuj, (lit. cabeza de educación): es el responsable por los asuntos educativos y pedagógicos del movimiento y generalmente es su principal referente en asuntos ideológicos. Sus responsabilidades incluyen la programación y coordinación del proceso educativo en todas sus instancias, la redacción de los contenidos y material de apoyo y el acompañamiento de los madrijim (educadores) en su tarea. Además, representa al movimiento frente a los padres de los educandos.
- Rosh Tarbut, (lit. cabeza de cultura): es el encargado de gestionar la influencia cultural de las MSJ en las actividades, la cultura comúnmente incluye factores ideológicos específicos de cada MSJ, sin embargo, se centra en la cultura israelí (idioma, comida, festividades, entre otros); la cultura también puede ser difundida a través de actividades específicas que plantean una situación divertida, interesante y creativa del tema.
- Guizbar es el tesorero, encargado de administrar los fondos de la tnuá y buscar nuevas fuentes de ingreso.
- Rosh Jutz, el relaciones exteriores de la tnuá. Su función varia según las necesidades, pero frecuentemente es el representante de la tnuá en la federación (o consejo) juvenil sionista local. Algunas veces el mazkir delega en él las relaciones con la kehila, la sojnut o la tnuá artzi/continental/olami.
- Peil (lit. Activo): es un miembro o exmiembro del movimiento, al cual se le ha contratado para desempeñar tareas de acompañamiento, asesoría, apoyo y administración. Usualmente, se trata de un joven que haya concluido su pasar por el proceso educativo, o de alguno de los miembros de la camada mayor, y cumple el rol de "adulto de referencia" del movimiento. Es un cargo pago, posiblemente el único y por esto mismo tiene voz, pero no voto en las asambleas.
- Sheliaj (lit. emisario): en su expresión más ideológica, es el representante de Israel en el movimiento, mientras que en la dimensión práctica es el representante de las estructuras profesionales del movimiento mundial, o de la Agencia Judía y la Organización Sionista Mundial, y formalmente es empleado de una de ellas. Es habitual que se trate de un egresado del movimiento que viva en Israel.

- Tnuá Artzit. Hay Movimientos que por su gran tamaño, para mantener una democracia practicable y dinámica deciden proceder a una división regional. Otras solo desarrollan su actividad en una región particular. Para coordinar las actividades regionales, nacionales o continentales se eligen tafkidim pertinantes. Generalmente mazkir, Guizbar y rosh jinuj. Su responsabilidad se relaciona con preparar los encuentros y moderar los debates sobre las decisiones de índole regional y tomar decisiones operativas.
- Tnuá Olamit/Mazkir Olami. Muchos Movimientos mundiales tienen una superestructura mundial. Estas en casi todos los casos tienen su sede en Israel. Esta superestructura coordina los programas de la tnuá en Israel y a los javerim que se encuentran en ellos, representa a la tnuá en los foros pertinentes y trata de obtener más takziv (presupuesto). Suele seleccionar potenciales shlijim y hasta facilitar la klitá (absorción) de los Olim Jadashim (nuevos inmigrantes) de la tnuá. De acuerdo a la envergadura de la tnuá, será el tamaño de la estructura mundial. Algunas tienen una sola persona (a veces voluntaria) y otras son numerosas y frecuentemente cuentan con javerim rentados.

## Educación no formal (Jinuj)
Los MJS son marcos de educación no formal e educación informal. La primera definición responde a no ser los mismos parte del sistema educativo formal (y en uno u otro sentido, obligatorios). La segunda definición expresa la importancia que los MJS asignan al ejemplo personal como estrategia educativa.
Los MJS mantienen un programa regular de actividades educativas y recreacionales, cuyos contenidos cubren temáticas relacionadas con la cultura judía, abordadas desde la propuesta ideológica particular a cada movimiento.
Usualmente, los MJS organizan actividades semanales, por lo general los días sábados. Se forman grupos etarios coordinados por uno o más líderes (madrijim) de entre 16 y 22 años, quienes planifican y coordinan las actividades, las que son recibidas por los educandos (janijim) de entre 8 y 16 años. Con frecuencia los MJS ofrecen actividades a niños desde los 4 años de edad. 
Además de las actividades semanales, tienen lugar seminarios, campamentos, convenciones, encuentros y demás.
Las actividades son abordadas a partir de dinámicas de tinte recreativo, en las que se privilegian la vivencia, el debate y la formación de opiniones. 
Los MJS son marcos de educación informal, en el que los procesos educativos pasan no solo por las actividades planificadas que se realizan, sino también por el ejemplo personal que los líderes deben brindar a los educandos.

### Programas en Israel
Como parte de la formación del boguer (miembro de la camada mayor) la mayoría de los movimientos de la diáspora organiza programas en Israel, apuntando al desarrollo, la experiencia y el crecimiento personal e ideológico de los miembros del movimiento, de manera tal que los participantes permanezcan en Israel cumpliendo las metas ideológicas, o volverían a sus comunidades y movimientos de origen mejor capacitados y enriquecidos con la experiencia. Muchos de estos programas cubren la mayor parte del año que sigue su graduación de la secundaria, y se conocen como shnat hajshara (año de la preparación). 
La mayoría de los programas se coordinan junto con el Departamento de Educación de la Agencia Judía para Israel, que mantiene el Majon Le Madrijim Jutz La'Aretz (instituto para líderes del extranjero), programa funciona en forma ininterrumpida desde 1946. Los programas de un año suelen incluir una experiencia de trabajo dentro de un kibutz y trabajo social en Tel-Aviv.

### Shnat Sherut/ Año de servicio
En Israel, es común para que los miembros de los movimientos destinen un año de la dirección de los mismos, año que tiene lugar entre la finalización de la secundaria y el reclutamiento a las fuerzas de la defensa de Israel.

### Hagshamá/Realización
Los MJS plantean a sus miembros la hagshama atzmit (autorrealización), o el cumplimiento personal de sus postulados ideológicos, como la meta suprema a la que deben aspirar los miembros del movimiento.
Típicamente, para un miembro de un movimiento de la diáspora, esto implica la aliyá (inmigración a Israel), visto como última meta del ideal sionista. Muchos movimientos organizan grupos miembros, llamados garinim (plural de garín, semilla) como mecanismo de contención y soporte mutuo.
La posición de los movimientos respecto a los miembros que optan por no emigrar a Israel se ha ido suavizando con el tiempo, pasando de del rechazo a la aceptación, sugiriendo la posibilidad de una vida judía en la diáspora donde los ideales del movimiento se traducen en un compromiso para con el activismo comunitario.

### Terminología
- Tnuá (plural: Tnuot): Movimiento Juvenil
- Tojnit (plural: Tojniot): Programa Educativo
- Kvutzá (plural:Kvutzot): Grupo
- Madrij/á (plural: Madrijim/ót): Literal el que muestra el camino, joven coordinador de un grupo etario.
- Janíj/a (plural: Janijim/ot): los menores que componen cada grupo.
- Boguer/et (plural: Bogrím): Literal graduado, joven generalmente mayor de 17 años que ya tiene voz y voto en las asambleas que deciden el futuro del Movimiento.
- Asefá (plural: Asefót): Asamblea de todos los bogrím donde se toman decisiones fundamentales para el Movimiento.
- Majané (plural: Majanot): Campamento
- Mazkir: Secretario general de Movimiento Juvenil Sionista
- Jultza/Tilboshet: Camisola obrera que caracteriza a los miembros de un kibutz, es un distintivo del MJS. Varia el color y sus detalles según la ideología del movimiento. Por ejemplo el azul Francia es característico de las tnuot socialistas.
- Semel: Símbolo.
- Rosh/Merrakez: Coordinador de madrijim
- Ken/Mercaz/Maoz/Snif: Aunque no significan lo mismo, el concepto que encierran es el de sede del Movimiento.
- Tzevet/Vaada (plural: Tzvatim/Vaadot): Concepto de comisión de trabajo (Ej: Tzevet Iruim quiere decir Comisión de eventos).
- Kvutza (plural: Kvutzot): Literalmente grupo, generalmente aplicado a un grupo etario.
- Shijva (plural: Shjavot): Literalmente "capa", generalmente aplicado a conjunto de kvutzot que por cercanía etaria pueden trabajar conjuntamente.
- Sojnut (Sojnut a ieudi le Eretz Israel): La Agencia Judía para Israel. Organismo que entre sus muchas funciones se dedica a ayudar a los MSJ.
- Mitlamed: Madrij que acaba de entrar en hadrajá y pasa por diversas kvutzot así que puder adquirir nuevas experiencias.
- Aliyá (plural: Aliyot): Literalmente subida. Se llama "hacer aliya" cuando un judío emigra (se dice que "retorna") a Israel.
- Olé (plural: Olím): es un emigrado (que hizo aliya). Un olé jadash, es un recién emigrado.
- Jalutz (plural: Jalutzim): Pionero. Jalutziot: Pionerismo. ideal de muchos MJS
- Javer/a (plural: Javerim) Compañero. Se aplica a miembros del mismo Movimiento o de un mismo kibutz, por antonomasia a todos los javerim de todos los movimientos juveniles o de todos los kibutz.
- Hadrajá: Entiéndase como práctica de la educación no formal.

#### Movimiento Mundial (Tnua Olamit)
Se llama así a la estructura supranacional del movimiento, que lo coordina a nivel mundial. Generalmente la sede y los cargos mundiales se encuentran en Israel. Aunque en Movimientos regionales, la estructura mundial se encuentra distribuida entre las distintas sedes y tienen una Lishkat HaKesher (oficina de vínculo) en Israel. También se llama así a los Movimientos que funcionan de esa manera.

#### Movimiento Nacional (Tnua artzit)
Son las estructuras que se encuentran por encima de cada sede; se encargan de coordinar las actividades nacionales, como pueden ser los campamentos. Existen cargos nacionales que desempeñan dichas funciones. También se llama así a los movimientos que funcionan de esa manera.

#### Movimiento de Realización (Tnua magshimá)
Los Movimientos que cumplen ciertos requisitos, como una cantidad de sedes o funcionamiento en varios países o continentes, reciben el estatus de tnuot magshimot. Las que no cumplen los requisitos deben asociarse con alguna de las que sí lo tienen, para entre otros beneficios verse representada en el Congreso Sionista Mundial.
Los Movimientos de Realización son: Lamroth Hakol, Marom (Noam+Jazit), Tamar (Netzer)), Hashomer Hatzair, TAKAM (Habonim Dror+Hejalutz Lamerjav), Betar, Bnei Akiva, Macabi Olami, Hanoar Hatzioni (Hanoar Hatzioni+Netzah Israel+Tzeirei Ami+ Canadian Young Judea+Israel Hatzeira+Olam Beiajad + Kineret Tnuat Noar) y Dor Jadash.
También se llama de esta manera (y se relaciona con la definición anterior) a la rama del Movimiento que va de los 18 a los 30 años.

#### Consejo o Federación Juvenil Sionista
La Federación Juvenil Sionista es un ente regional o nacional que agrupa y representa a todos los movimientos locales. El consejo es el portador de la voz del conjunto de los movimientos frente a la Federación Sionista Nacional (Sojnut) y demás instituciones. Suelen realizar eventos conjuntos o cursos de capacitación para líderes, en algunos casos existe una sola escuela de líderes para todos los movimientos que es supervisada por el consejo, en otros casos cada movimiento posee la suya propia. El evento más importante que se suele realizar es la celebración del día de la Independencia de Israel (Yom ha'atzmaut), en el cual todos los movimientos celebran lo que consideran el logro más importante de la historia judía en los últimos 2 000 años.
Estos concejos o federaciones están formadas por delegados de cada movimiento entre los que se suele elegir Secretario general (Mazkir), Jefe de educación ideológica (Rosh jinuj) y Tesorero (Guizbar) del concejo o federación. La metodología es "un movimiento, un voto".

## Ideología
La ideología es hacia donde educa la tnuá y cada tnuá tiene su postura ideológica particular.
Por definición todos los movimientos son judíos y sionistas, y cada una interpreta el sionismo y el judaísmo de manera diferente. 
Generalmente cada tnuá posee un manifiesto ideológico que sistematiza su postura. De este manifiesto se van a desprender la estructura de la tnuá, el tojnit, el método de decisión, los eventos de la tnuá, su relación con otras instituciones, etc. Cada tnuá tiene sus propios métodos de modificación del documento ideológico, aunque la abrumadora mayoría utiliza variantes democráticas al extremo.
Sistemáticamente la ideología estaría relacionada con la siguiente estructura:

### Concepción de judaísmo
- El pueblo judío es una nación, una cultura y una religión nacional.
- Su postura frente a la religión es cualquiera de las siguientes:
  - ateísmo
  - culturalismo
  - agnosticismo
  - tradicionalismo
  - reformismo
  - conservadurismo
  - ortodoxia

### Concepción de sionismo
Postura frente a la aliya:
Sionismo realizador (Aliya como única realización sionista), 
Ley de la "Y" (educación hacia la aliya o el activismo en la diáspora), 
Amor a Israel (centralidad del estado en la vida judía de la diáspora, le da igual contribuir a la concentración territorial del pueblo judío)

### Visión de Israel
Postura frente al conflicto árabe-israelí
Tanto partidos de derecha como de izquierda quieren dos estados para dos pueblos, 
siempre que se reconozca al Estado de Israel como un Estado Judío Independiente y se de un alto a los actos de terror
Visión de la sociedad israelí
Sociedad igualitaria y socialista
sociedad liberal 
sociedad conservadora 
o visiones intermedias
estado teocrático vs estado laico o visiones intermedias
Tipo de concentración fomentada
jalutziana a un kibutz o moshav, aliya urbana o sin postura al respecto.
Solo dentro o también fuera de la Línea Verde
Posturas políticas que apoya
Si está afiliada a algún partido político, movimiento kibutziano o religioso.

### Postura política genérica
Monista (sionismo puro, sin agregados), socialista, liberal, apartidaría, apolítica o religiosa (la religión es indisoluble del estado judío).

### Funcionamiento y estructura
Respecto a este ítem Muchos Movimientos poseen un takanon (estatuto) separado de la plataforma ideológica pero inspirado en esta, que regula y legisla al respecto. 
- Organización a nivel artzi, continental, olami. Nexo con Israel.
- Esquema de toma de decisiones (por consenso o por votación. Un voto por boguer o un voto por Ken. cuales decisiones son de asefa y cuales no, etc. Donde, quienes y como se toman las decisiones a nivel olami.
- Estructura voluntaria, rentada o mixta?
- Postura frente a la doble militancia. (en un MJS y en una organización política no judía, generó muchas divisiones y discusiones entre los MJS de izquierdas en Argentina durante los 70s)
- La tnua funciona dentro de una kehila o funciona independientemente.
- Si apoya, que programas en Israel apoya, y si la tnua adhiera a eventos relacionados con su ideología.

### Miscelánea y casos particulares
- Rol del javer en la kvutza, tnua, sociedad en la que vive, dentro del pueblo judío, respecto a Israel y respecto al mundo.
- Scoutismo: (Tzofim, HaNoar HaTzioni, Tzeirei Ami, HaShomer HaTzair, Israel HaTzeira entre otros)
- Ideólogos: (Betar y otras revisionistas, Jabotinsky; - Bnei Akiva y movimientos Religiosos, Rav Kuk; movimientos socialistas, Borojov; - Habonim Dror: líderes del Mapai; - movimientos jalutzianos: Trumpeldor; - Movimientos kibutzianos, A.D. Gordon; - Todas: Herzl)
- Visión de mundo (por ejemplo los movimientos socialistas bregan por un mundo con justicia social)
- Énfasis en el ecologismo (Olam Beiajad)

## Temáticas
En un programa educativo de cualquier Movimiento se pueden encontrar temas tales como:

### Sionismo e Israel
Historia del sionismo y del Estado de Israel, ideólogos sionistas, kibutz y moshav (historia, presente y perspectivas), sociedad israelí
, conflicto árabe-israelí, líderes de Israel, relaciones entre Israel y la diáspora, sionismo vs post-sionismo, sionismo vs bundismo

### Judaísmo
Corrientes judías, pluralismo, historia judía, haskalá (iluminismo judío), emancipación, antisemitismo, asimilación, Levantamiento del gueto de Varsovia y resistencia judía al nazismo.

### Mundo y juventud
Sida, adicciones, sistemas políticos, dictaduras (en el caso de tratarse de un país que la halla sufrido), postmodernismo.

### Movimiento
Estructura, ideología, historia, ideólogos, simbología, postura frente a distintos asuntos, visión de mundo, la función del participante del Movimiento dentro de su grupo, sede y Movimiento (dentro de su país, del mundo judío, para con Israel y más genéricamente para con la Humanidad).
E infinidad de temas adicionales, buscando desarrollar en el janij una mirada crítica sobre el tema y comprometerse con una postura activa hacia este. Los Movimientos buscan generar compromiso y acción.

## Hoy
Hoy la mayoría de las organizaciones juveniles judías, como ser clubes, círculos sociales o religiosos se manifiesta sionista sin ser necesariamente Movimientos Juveniles Sionistas. Han copiado sus métodos de educación no formal pero no poseen ni su idealismo, dinamismo ni tampoco su estructura joven y voluntaria.
Los movimientos en su mayoría se encuentran agrupados en movimientos mundiales, se encuentran afiliadas a entidades políticas, sindicales o kibutzianas.
Muchos a nivel local han dejado de lado la independencia de su sede y se han transformado en movimientos comunitarios, es decir son parte integral de la comunidad de la ciudad/región/barrio en el que se encuentran.
En Israel el establecimiento del estado significó el cumplimiento de muchas de las metas hacia las cuales los MJS habían educado, muchas de sus funciones fueron asumidas por el estado. 
Últimamente el postmodernismo, el cambio de la escala de valores sociales, la caída del Muro de Berlín y sus consecuencias ideológicas, el clima competitivo individualista y materialista, etc. ha desalentado el pionerismo, los ideales y el voluntariado. No obstante eso hoy los Movimientos son la vanguardia de la juventudes judías, hacen frente a estos cambios, se adaptan, cambian algunos de sus objetivos, pero conservan su espíritu revolucionario y su compromiso ideológico.

## Listado de Movimientos Juveniles

### Movimientos globales
Son movimientos que mantienen actividad a nivel global, incluyendo en algunos casos a Israel:
- Alpha Epsilon Pi: es una fraternidad universitaria fundada en la Universidad de Nueva York en el año 1913. La Fraternidad tiene más de 176 capítulos activos en los Estados Unidos, Canadá, Reino Unido, Francia, Austria, Australia e Israel. La fraternidad se basa en principios judíos, pero es inclusiva y está abierta a todos los que quieren aceptar su propósito y sus valores.[1]
- BBYO: Anteriormente conocido como Bnai Brith Youth Organization, es un movimiento juvenil judío para estudiantes adolescentes. En el año 2002 el movimiento se separó de la organización de los B'nai B'rith (Los Hijos de la Alianza) y el grupo pasó a llamarse BBYO.[2] La misión de BBYO es que los adolescentes judíos tengan experiencias judías.[3] La organización enfatiza su modelo de liderazgo juvenil, en el qual los líderes adolescentes son elegidos por sus compañeros a un nivel local, regional, y nacional, y se les da la oportunidad de tomar sus propias decisiones programáticas, la membresía de BBYO está abierta a cualquier estudiante judío. Existen programas locales para adolescentes judíos llamados BBYO Connect.[4] BBYO está organizado en capítulos locales, al igual que las fraternidades y sororidades de estudiantes. Los capítulos masculinos son conocidos como capítulos Aleph Zadik Aleph (AZA), los capítulos femeninos son conocidos como capítulos Bnai Brith Girls. (BBG)[5]
- Betar: es un grupo ideológicamente sionista, revisionista, y relacionado con el partido político Likud de Israel. Sus miembros estuvieron activos en la resistencia judía en los guetos creados por los nazis, y lucharon contra el Ejército Británico durante el período del Mandato británico de Palestina.
- Bnei Akiva: Fundado en Israel en 1929, está alineado con el sionismo religioso. Su ideología es Torá-Ve-Avodá (Trabajo y Torá). Funciona en 45 países y cuenta con 200.000 miembros activos, 120.000 en Israel y 80.000 en el resto del Mundo, lo que lo convierte en el movimiento juvenil sionista más grande. Cuenta con varios kibutzim religiosos.  Archivado el 7 de mayo de 2010 en Wayback Machine.
- Gordonia: fue un movimiento juvenil sionista pionero que llevó el nombre de Aaron David Gordon, un filósofo del sionismo laborista que idealizó el trabajo físico, la cooperación, la ayuda mutua y los valores humanos. Gordonia fue fundado en 1925 en Polonia y gradualmente se transformó en un movimiento mundial. Gordonia empezó a estar activo en el Mandato Británico de Palestina, en 1937. Gordonia se unió con el partido Hapoel Hatzair y en 1945 participó en el establecimiento del Movimiento Kibutziano Unido.
- Habonim Dror: Este movimiento es el resultado de la fusión realizada en 1982 entre el movimiento Dror, creado en 1915 y el Ijud Habonim, creado en 1929. El movimiento está aliado con la corriente ideológica del sionismo socialista. Habonim Dror está alido con el Movimiento Kibutziano Unificado, y con el Partido Laborista Israelí. Habonim Dror formó parte del Levantamiento del Gueto de Varsovia. La Tnuá funciona en 25 países del Mundo.
- Hanoar Hatzioni: Fue fundado en 1927 en Polonia, es un movimiento explorador con perspectiva pluralista y liberal, está activo internacionalmente en 17 países, incluyendo Eretz Israel. La Tnuá cuenta con 32.500 miembros activos, sus miembros han fundado varios kibutzim, cuenta con cinco grupos afiliados, que son los siguientes: "Tnuá Noar Colombia", "Tzerei Ami Chile", "Olam Beiajad Argentina", "Tnuá Israel Hatzeira" y "Centro Juventud Sionista".
- Hashomer Hatzair: Esta tnuá fue creado en 1913 como la fusión de un grupo escultista judío y un grupo de intelectuales socialistas, este movimiento juvenil sionista socialista, fue fundado en Galitzia, y estableció un partido socialista en Eretz Israel y forma parte del movimiento del Kibutz Artzí.[6] Sus miembros estuvieron implicados plenamente en la Resistencia judía durante el Holocausto en los guetos creados por los nazis, es el movimiento juvenil sionista más antiguo que permanece en activo.  Archivado el 5 de marzo de 2016 en Wayback Machine.
- Hejalutz Lamerjav: Fue creado en 1949, como el primer movimiento juvenil sionista nuevo creado fuera de Europa, los judíos sionistas de Argentina se comenzaron a reunir en clubes, en los años 1960 del siglo XX, se fusionaron con HeHalutz Hatzmai y LaMerjav, y se expandieron por toda la República Argentina, llegando a ser el movimiento sionista más grande, contando con más de 15 comunidades, luego México, y posteriormente en Ucrania y Georgia, a partir del 2018 empezó la primera iniciativa virtual del Mundo, y comenzó el Merkaz kesher que une a las comunidades de judíos sionistas hispanoparlantes del mundo entero que se reúnen todos los domingos.
- Macabi HaTzair: (en hebreo: המכבי הצעיר) es un movimiento juvenil sionista que fue fundado en el año 1926 en Alemania, hoy en día está presente en Israel, Brasil, Uruguay, Chile, México, Guatemala, España y Venezuela.[7][8][9] Forma parte de la Union Mundial Macabea
- Magshimey Herut: Esta organización fue fundada en 1999, es un movimiento juvenil sionista, asociado con el sionismo revisionista del judío Zeev Jabotinsky, el movimiento está formado por jóvenes judíos religiosos y no religiosos, su ideología es la defensa a ultranza del Estado sionista de Israel y de sus fronteras, y el activismo social en favor de los pobres. Es la rama juvenil del partido político Movimiento Nacional Herut. El movimiento permanece activo en los Estados Unidos, en el Reino Unido y en la Tierra de Israel (Eretz Israel).
- Netzer olami: Fue fundado en el año 1980, es el movimiento juvenil del judaísmo reformista, promueve el activismo social a través del "Tikun Olam", la reparación del Mundo, es un movimiento ecologista y está activo globalmente.
- Noam masortí: Es el movimiento juvenil de las ramas israelí, europea y latinoamericana del judaísmo conservador, este movimiento está activo en países como: Israel, Argentina, Chile, Brasil, Reino Unido, Hungría, República Checa y Ucrania.[10]
- Ezra Youth (en hebreo: תנועת הנוער עזרא) (Tnuat HaNoar Ezra) es un movimiento religioso que había estado afiliado con el partido Agudat Israel, en la época del Mandato Británico de Palestina. Este movimiento ha fundado muchos kibutzim y moshavim y sus miembros son religiosos. Ezra Youth está activo en el Reino Unido.

### Movimientos israelíes
Son movimientos juveniles sionistas que realizan sus actividades en Israel:
- Dror Israel (en hebreo: דרור-ישראל ) es un movimiento educativo israelí y su misión es hacer efectiva una educación a largo plazo y hacer posible un cambio social en la sociedad israelí para promover la solidaridad, el activismo social, la democracia y la igualdad.
- Tnuat Hanoar Bnei Ha Moshavim (en hebreo: תנועת הנוער בני המושבים) (en español Movimiento Juvenil de los Hijos de los Moshavim) es un movimiento juvenil sionista fundado en el año 1928. Los moshavim  son un tipo de asentamiento rural cooperativo israelí formado por granjas agrícolas individuales.
- Tnuat Hanoar Ariel (en hebreo: תנועת הנוער אריאל) este grupo es una escisión de los Bnei Akiva, Ariel se encuentra activo en Israel, sus miembros mantienen reuniones separadas para varones y mujeres, cada rama del grupo tiene un rabino como autoridad.
- Hamahanot Ha'olim (en hebreo: המחנות העולים) este grupo fue creado en el año 1926. Está asociado al movimiento kibutziano unificado. Sus principios básicos son: el sionismo, el socialismo, la democracia y el humanismo.
- Hanoar Haoved Vehalomed (en hebreo: הנוער העובד והלומד) es un movimiento creado en el año 1924. En sus inicios fue llamado Ha-Noar Ha-Oved (“la juventud trabajadora”), este grupo fue establecido por la federación general del trabajo, para satisfacer las necesidades sociales, culturales, y educativas de la juventud, después, cambió su nombre, y pasó a llamarse: “la juventud estudiante y trabajadora”. Es un movimiento que está activo en Israel. .
- Tnuat Hatzofim Haivrim Be Yisrael (en hebreo: תנועת הצופים העבריים בישראל) (en español Movimiento de Exploradores Hebreos de Israel) forman parte del movimiento scout mundial. Los miembros de este grupo han fundado kibbutzim.[11]
- Tnuat Hanoar Haleumí, (en hebreo: תנועת הנוער הלאומי ), (en español Movimiento Juvenil Nacional) es una organización juvenil sionista activa en Israel. Este movimiento fue fundado en el año 1949 como la rama juvenil del sindicato Histadrut. Cuenta con cerca de 80,000 miembros. La organización está inspirada en la ideología del sionismo revisionista de Zeev Jabotinsky. Los miembros de esta tnuá están a favor del liberalismo y el libre mercado, defienden la igualdad de oportunidades, y la necesidad de apoyar el desarrollo del talento individual. Sus líderes son elegidos en elecciones democráticas. En los años 90 del siglo XX, este movimiento puso en marcha programas para la integración de los nuevos inmigrantes, e impulsó la participación en los programas sociales para ayudar a los pobres y los jóvenes en riesgo.
- Tnuat Hanoar Shel Haihud Hahaklai (en hebreo:  תנועת הנוער של האיחוד החקלאי ) (en español Movimiento Juvenil de la Unión Agrícola ). Asociado a una unión de aldeas agrícolas, pero políticamente independiente. Activo en Israel.
- Tzameret (en hebreo: צמרת) es una organización juvenil que fue fundada en el año 2005 después de la unificación de dos otras organizaciones juveniles: Noar le Noar y los Jóvenes del Consejo Sionista. Tzameret tiene 20 ramas a través de Israel. Cada una está compuesta de adolescentes con edades entre 13 y 18 años y lleva a cabo actividades relacionadas con la educación, el sionismo, el voluntariado, iniciativas sociales, y contribuciones a la comunidad.[12]
- Noar Meretz (en hebreo: נוער מרצ) es la rama juvenil del partido político israelí Meretz. La organización fue fundada en el año 1992. El movimiento juvenil Meretz tiene sedes en Tel Aviv, Ramat Gan, Asdod, Kfar Saba, Herzliya, Haifa, Guivatayim, Rishon LeZion, Bat Yam, Pardes Hanna-Karkur, y Jerusalén. La organización combina la educación de tipo cultural y el activismo político. En los estatutos del partido político Meretz se establece que el dos por ciento del presupuesto del partido debe reservarse para financiar al movimiento juvenil Noar Meretz. Alrededor de 250 estudiantes con edades entre 13 y 18 años son miembros de Noar Meretz. La organización es liderada por sus propios miembros, ellos deciden sobre que actividades hay que llevar a cabo.[13]
- Noar Telem (en hebreo: נוער תל"ם) es la rama juvenil del Movimiento Israelí para el Judaísmo Reformista y Progresista, Noar telem ofrece actividades para niños desde cuarto grado hasta duodécimo grado. Existen programas locales en Israel que incluyen actividades sociales y permiten a los niños encontrar los valores del judaísmo progresista, justicia social, igualdad y democracia. Las actividades nacionales incluyen seminarios, viajes y campamentos de verano.[14]

### Movimientos nacionales
Son movimientos juveniles sionistas cuya actividad tiene lugar en un país:
- Blau-Weiss fue el primer movimiento juvenil judío establecido en Alemania (1912) después que los movimientos juveniles alemanes se negaron a aceptar en sus filas miembros judíos. Su núcleo estaba formado por jóvenes judíos inspirados en el aspecto cultural de los movimientos juveniles escultistas alemanes. Blau-Weiss adoptó una plataforma sionista oficial en su convención en 1922, bregando por la emigración a Palestina, el adiestramiento para el trabajo agrícola y manual y el asentamiento rural. Los miembros de Blau-weiss que llegaron a Palestina se unieron a kibutzim, el movimiento se desmanteló en el año 1929.[15]
- Canadian Young Judaea este movimiento juvenil sionista fue fundado en 1917 en Canadá.
- EnerJew es un movimiento juvenil judío que fue creado en el año 2013, este movimiento está activo en los países de la Comunidad de Estados Independientes, sus actividades tienen como finalidad el crear un vínculo profundo entre los adolescentes judíos y su herencia cultural. EnerJew ha crecido a un ritmo considerable y en el año 2015 contaba con 1800 miembros adolescentes de entre 13 y 18 años, en 25 ciudades de diversos países de la región. EnerJew pretende que los jóvenes pasen a ser una parte activa e integral de la comunidad judía. EnerJew desarrolla actividades para los jóvenes y promueve la práctica del judaísmo, para que estos gradualmente se integren en el seno de la comunidad. EnerJew proporciona a los jóvenes los conocimientos necesarios y las habilidades para formar a los futuros líderes de las comunidades. El movimiento se concentra en tres áreas clave: conexión, continuidad e iniciativa.
- Habonim Dror Uruguay es un movimiento juvenil sionista socialista, de ideología kibutziana, que está activo en Uruguay desde el año 1956 y es parte del movimiento Habonim Dror de América Latina.
- Hejalutz Lamerjav fue fundado en Argentina en el año 1949, se define como un movimiento socialista y kibutziano, es el movimiento juvenil sionista laico más grande de Argentina. En el año 1970, algunos jóvenes mexicanos crearon una sección de Hejalutz Lamerjav en México.[16][17]
- Hineni es un movimiento judío, ortodoxo y sionista, está activo en Australia.
- Israel Hatzeira es un movimiento sionista juvenil, fue creado en el año 1953 con el fin de brindar un marco judeo-sionista a los jóvenes de la comunidad judía de México, Argentina y Uruguay, sigue activo en Argentina, donde cuenta con dos nidos (Ken) en Buenos Aires en el barrio de La Paternal.
- Jazit Hanoar: es un movimiento surgido de las comunidades judías de Brasil y Uruguay, tiene sedes en Río de Janeiro, Porto Alegre, Montevideo, y São Paulo, funciona bajo el amparo de las comunidades judías afiliadas a los movimientos conservador y reformista, recientemente ha establecido una alianza con el movimiento conservador .
- Macabi Hatzair México es un movimiento juvenil sionista que tiene su sede en la Ciudad de México. Fue fundado en 1963 y pertenece a la confederación latino americana Macabi. La gran mayoría de los janijim que asisten a una tnuá en México son parte de Macabi. A aquellos que asisten a Macabi se les llama Macabeos.
- Dor Jadash México es un movimiento juvenil sionista que tiene su sede en la Ciudad de México. Fue fundado en 1970. Pertenece a la comunidad Sefaradí de México. Hoy Dor Jadash es parte de la familia Hanoar Hatzioni mundial.
- Macabi Tzair Uruguay es un movimiento juvenil, judío, sionista, apartidario, cultural, que mediante la educación integral no formal y el deporte, trabaja para la formación de la juventud judía. Macabi Tzair en Uruguay forma parte de la OSU.[18]
- Young Judaea (en hebreo: יהודה הצעיר) este movimiento fue fundado en los EUA en el año 1909. Young Judaea creció hasta convertirse en el mayor movimiento juvenil sionista de los Estados Unidos de América.

### Movimientos locales
Son movimientos sionistas juveniles locales cuya actividad tiene lugar en una ciudad:
- Ahabah veshalom fue fundada en los Estados Unidos Mexicanos, es una tnuá religiosa, sionista, fraternal y mexicana.[19]
- Bet-Am del Oeste fue fundado en 1953, es un movimiento juvenil judaico que funciona en la calle Laprida 790, Ramos Mejia, Provincia de Buenos Aires (Argentina)  (enlace roto disponible en Internet Archive; véase el historial, la primera versión y la última).
- Dor Jadash es un movimiento juvenil sionista mexicano, que promueve el desarrollo integral de los niños y los jóvenes.
- Etz Jaim fue fundada en 2006, es movimiento juvenil, judaico, sionista, educativo, democrático y apartidario de tendencia conservadora en lo religioso. Funciona en la calle Nicasio Oroño 1661, en el barrio de La Paternal, en Buenos Aires, (Argentina). Archivado el 6 de diciembre de 2013 en Wayback Machine.
- Jai Vekayam es una tnuá mexicana que fue fundada en la Ciudad de México para formar individuos con valores humanos y religiosos, para transmitir el gusto y el amor por la Torah a los integrantes de la comunidad judía mexicana, para que actúe de acuerdo a los principios del judaísmo, por medio del ejemplo, la sensibilización, y las actividades llevadas a cabo en la tnuá.
- Maguen Hador es un movimiento juvenil judío religioso creado en el año 2008 por Igal Roitman, David Ventura, Daniel Bengio y Dalit Ben-Basat. En un comienzo, su ideología se sostenía en 5 pilares: Transmisión de la Torá, Derej Eretz, Eretz Israel, Jinuj, y combatir la asimilación, pero en el año 2015 se tomó la decisión de acotar los objetivos a un solo concepto; orgullo judío. Este cambio tuvo implicaciones operativas importantes, como la creación de macroproyectos comunitarios en manos de la tnuá, tales como un Banco de Sangre Comunitario, la Coordinación General de Ajnasat Orjim, Shajarit y Limud interactivo para niños de todas las edades, y proveer de un birkón alternativo fabricado en forma local para toda la creciente comunidad chilena. Maguen Hador juega un rol transversal en el concierto comunitario de Chile y es la tnuá de mayor crecimiento anual en el mundo. Funciona en la Escuela Maimonides, tiene 200 miembros activos, y es la única tnuá del país que funciona los domingos, permitiendo a aquellos que cuidan el shabbat participar de las actividades.
- Netzah Israel es un movimiento juvenil de la comunidad Congregação e Beneficência Sefaradi Paulista de Brasil, fundado en 1947 a partir de una separación de Jazit Hanoar, y afiliado a Hanoar Hatzioní desde el año 1981..
- Noar le Noar: Es un movimiento juvenil sionista que fue fundado el 28 de octubre de 2000 en Caracas.

Es parte de Macabi Hatzair y de MT CLAM (Confederación Latinoamericana de Macabi Tzair).
- Noar Panamá: es una tnuá panameña que fue fundada en el año 2006 por el movimiento del judaísmo progresista, y está formada por niños y adolescentes con edades que van desde los 4 hasta los 15 años.
- Tnuat Noar Macabi Panamá: Es una tnuá panameña fundada en el 1971, está formada por niños y adolescentes con edades que van desde los 9 hasta los 18 años. Su objetivo es incrementar el amor a Israel a los niños mediante actividades. Esta tnuá es dirigida por los madrijim.
- Olam Beiajad fue fundada el 29 de marzo de 2008, es un movimiento juvenil, judaico, sionista y apartidario. Es una tnuá ecologista fundada por bogrim luego del cierre de Netzer Argentina. Los seis pilares que mantienen y forman a los javerim son: (sin orden de prioridad) sionismo, judaísmo, tikun olam (reparación del mundo), pluralismo, ecología, y jalutzniut (pionerismo). Funciona en Buenos Aires (Argentina) y actualmente se convirtió en la segunda tnuá más grande de Buenos Aires, teniendo un número aproximado de 90 janijim y 30 bogrim.
- Tikvá es un movimiento juvenil sionista chileno, afiliado a Noam desde el 2006. Funciona bajo el amparo de la comunidad B'nei Israel, en Santiago de Chile .
- Tzeirei-Amí es un movimiento scout-sionista que fue establecido en 1979. Funciona en el Instituto Hebreo de Santiago. Tiene 550 miembros activos, siendo el movimiento más grande de Chile. Está afiliado a la tnuá Hanoar Hatzioni desde el año 2005.  Archivado el 5 de junio de 2007 en Wayback Machine.
- Yajad Barcelona: es un movimiento juvenil de la Comunidad Israelita de Barcelona (CIB). Es una tnuá para jóvenes judíos de entre 3 i 17 años, se fundó en Barcelona, España, el 23 de octubre de 2011.[20]
- Yajad leolam fue fundada en México, D. F. por jóvenes religiosos ortodoxos, tnuá religiosa, educacional, sionista mexicana.[21]

### Consejos y federaciones sionistas
- Consejo Juvenil Sionista de Chile Consejo que agrupa a todas los Movimientos chilenos en una sola gran institución, anteriormente se llamaba FJS (Federación Juvenil Sionista) cambió de nombre al desligarse de la Federación Sionista; Los Movimientos pertenecientes son: Maccabi Hatzair Viña del Mar, Tzeirei Amí, Tikvá, Hashomer Hatzair, Bet-El y Maccabi Hatzair Santiago.[22]
- Consejo Juvenil Sionista Argentino une a todos los Movimientos (reconocidos) de Argentina: HaShomer HaTzair/Baderej, Hanoar HaTzioni, Jazit HaNoar, Bnei Akiva, Etz Jaim, Habonim Dror (y Nof-Esh), Hajalutz Lamerjav, Betar, Tnuat Noar Olam Beiajad e Israel HaTzeira.  (enlace roto disponible en Internet Archive; véase el historial, la primera versión y la última).
- Consejo Juvenil Sionista Australiano (en inglés: Australian Zionist Youth Council) es el consejo de los movimientos de jóvenes sionistas australianos y es el encargado de coordinar y promover las actividades de dichos movimientos. El consejo también sirve para unir a los jóvenes sionistas manteniéndose al margen de sus diferencias políticas o religiosas.[23]
- Federación Juvenil Sionista del Reino Unido: es pluralista, promueve la cultura, la defensa, y la emigración.
- Federación Juvenil Sionista del Uruguay: es el organismo que centraliza, unifica y representa a la juventud judía sionista de Uruguay representada en las tnuot (movimientos juveniles).[24]
- Federación Sionista de Nueva Zelanda: su misión consiste en trabajar con la comunidad neozelandesa para sostener la identidad judía, mantener buenas relaciones con Nueva Zelanda, y hacer posible un entendimiento positivo de Israel y el sionismo.[25]
- Movimiento Sionista Americano (en hebreo: התנועה הציונית האמריקאית) (en inglés American Zionist Movement) es una coalición de grupos e individuos comprometidos con el sionismo. Estos grupos comparten la idea de que el pueblo judío tiene una historia compartida, unos valores, y un idioma. El MSA es la federación estadounidense de la Organización Sionista Mundial.[26]